# 1-羟基咪唑
1-羟基咪唑是一种有机化合物，化学式为C3H4N2O。它可由1-羟基咪唑-3-氧化物在钯碳催化下和氢气反应得到。它可以从无水丙酮中结晶，单晶X射线衍射表明，它属于正交晶系P212121空间群，分子中存在O–H…N和C–H…O氢键。它和酸反应可以得到相应的盐。